# Ceará-Mirim
Ceará-Mirim é um município brasileiro do estado do Rio Grande do Norte, localizado na Grande Natal e no Polo Costa das Dunas. Com área territorial de 725 km², encontra-se distante 34 km da capital do estado, Natal, e sua população, conforme censo do IBGE de 2022, era de 79 115 habitantes.

## Etimologia
A etimologia da cidade de Ceará-Mirim permanece uma incógnita. Em seu livro "Nomes da Terra: História, Geografia e Toponímia do Rio Grande do Norte", o historiador Câmara Cascudo nos dá algumas alternativas propostas por outros historiadores, todas remontando à língua tupi. José de Alencar sugere que o nome Ceará tenha origem na expressão tupi cê-ará, fala ou canta o papagaio. Teodoro Sampaio nos dá ceará ou cemo-ará, sai papagaio ou papagaio de saída, ou ainda papagaio da fonte ou do rio. Temos ainda as versões de Paulino Nogueira e João Brigido que sugerem, respectivamente, çoô-ará, verdadeiro tempo de caça e ciri-ará, caranguejo branco. Seus habitantes são chamados ceará-mirinenses.

## História
Inicialmente povoada por índios potiguares às margens do Ryo Seara, posteriormente rio Ceará-Mirim. Os potiguares fizeram seus primeiros contatos com o mundo ocidental através do comércio de pau-brasil com franceses e espanhóis. Posteriormente, com a consolidação da colonização do Brasil, foi ocupada pelos portugueses.
Desde sempre a varze do Ryo Seara (posteriormente Rio Ceará-Mirim) foi ocupada, pois eram terras proveitosas para o cultivo, e lá se instalaram lavouras e pequenas criações de gado. Por todo o século XVIII houve inúmeras sesmarias, dividindo completamente a região com maior ou menor utilidade para a agricultura, notadamente de proprietários de Extremoz. Os primeiros engenhos de Ceará-Mirim surgiram posteriormente ao ano de 1840, mas em 1858, quando ocorreu a transferência da sede, havia notável desenvolvimento industrial e pecuário.
Na relação do Ouvidor Domingos Monteiro da Rocha, em junho de 1757, já se inclui a Povoação do Ceará-Mirim, onde diz-se "com bastantes moradores". A primeira escola surgiu apenas em 1858, instalada em Bôca da Mata, município de Extremoz. A primeira reunião em Câmara Municipal) ocorreu em 14 de outubro de 1858, na Vila do Ceará-Mirim
A organização inicial da comunidade é atribuída ao líder Filipe Camarão, combatente na expulsão dos holandeses do Nordeste. No início do século XVII, suas terras são concedidas a vários donatários, dentre eles a Companhia de Jesus.
Os jesuítas fundam um convento na localidade conhecida como Guajirú, dando início à construção das primeiras edificações públicas. O município foi criado em 1767.

## Geografia
O território de Ceará-Mirim equivale a 1,3725% da superfície estadual e cobre uma área de 724,838 km², a décima oitava maior dentre todos os municípios potiguares. Faz parte da Região Metropolitana de Natal, estando a 33 km de distância da capital estadual e a 2 437 km da capital federal. É limitado a norte por Maxaranguape, a sul São Gonçalo do Amarante, Extremoz e Ielmo Marinho, a leste novamente Extremoz e Maxaranguape, além do Oceano Atlântico, a oeste por Taipu. Na divisão territorial do Brasil feita pelo Instituto Brasileiro de Geografia e Estatística (IBGE) em 2017, Ceará-Mirim pertence às regiões geográficas intermediária e imediata de Natal. Até então, na divisão em mesorregiões e microrregiões que vigorava desde 1989, o município fazia parte da microrregião de Macaíba, por sua vez uma das quatro subdivisões da mesorregião do Leste Potiguar.
Com sua extensa área territorial, Ceará-Mirim possui um relevo variado, porém baixo, apresentando altitudes inferiores aos cem metros e baixas declividades. As áreas costeiras são caracterizadas pela existência de dunas de areia que formam a planície litorânea, modeladas pela ação do vento e originárias do período Quaternário. Essas planícies vão sendo, em direção ao interior do continente, sucedidas pelos tabuleiros costeiros ou planaltos rebaixados, constituídos por argila. As margens nos leitos dos rios constituem planícies fluviais, compostas de areia e cascalho. A maior parte do território municipal está inserido no Grupo Barreiras, formado por rochas do período Terciário Superior cobertas por arenitos.
Assim como no relevo, a geologia é também variada, com diversos tipos de solo, sendo predominantes os latossolos (do tipo vermelho amarelo distrófico), os neossolos (areias quartzosas) e os gleissolos ou solos gley eutróficos, todos porosos e cada um deles com uma textura diferenciada. Os dois primeiros são bastante drenados, profundos e pouco férteis, enquanto o último, apesar de ter maior fertilidade, é mal drenado. Outras classes de solo existentes são os solos indiscriminados de mangue, os luvissolos ou bruno não cálcicos e os planossolos.
Ceará-Mirim possui seu território incluído nas bacias hidrográficas dos rios Ceará-Mirim (que cobre 35% da área do município), Maxaranguape (31,99%) e Doce (24,78%), além da faixa litorânea leste de escoamento difuso (8,22%). A cidade está localizada na margem sul do Rio Ceará-Mirim, que nasce em Lajes, na região central do Rio Grande do Norte, e percorre outros seis municípios até a comunidade de Barra do Rio, em Extremoz, onde deságua no Oceano Atlântico. Outros rios que passam pelo território municipal são: Delfinos, dos Índios, Guajiru, do Mudo, Macaio, Matura de Cima, Raposo, Riachão e São Pedro, além dos riachos Caratá, Capela e da Goiabeira. Ceará-Mirim possui 11,72 km de litoral, que é formado pelas praias de Prainha, Muriú, Porto-Mirim e Jacumã.
Ceará-Mirim possui 30% do seu território inserido no bioma da Mata Atlântica, cuja vegetação original foi, em sua maior parte, desmatada e substituída pela monocultura, principalmente de cana-de-açúcar, e pastagens. A Mata Atlântica remanescente varia entre os campos de várzea, que margeiam os cursos de água e também ocorrem nas áreas de várzeas úmidas, e as florestas subcaducifólias, cujas espécies se mantêm verdes na estação das chuvas e perdem suas folhas na época mais seca. Nas áreas costeiras existem os manguezais, que são ecossistemas de transição entre os ambientes terrestre e marinho sujeitos ao regime das marés, cujas espécies são halófilas, isto é, adaptadas para resistir à salinidade. Os outros 70% estão na Caatinga.

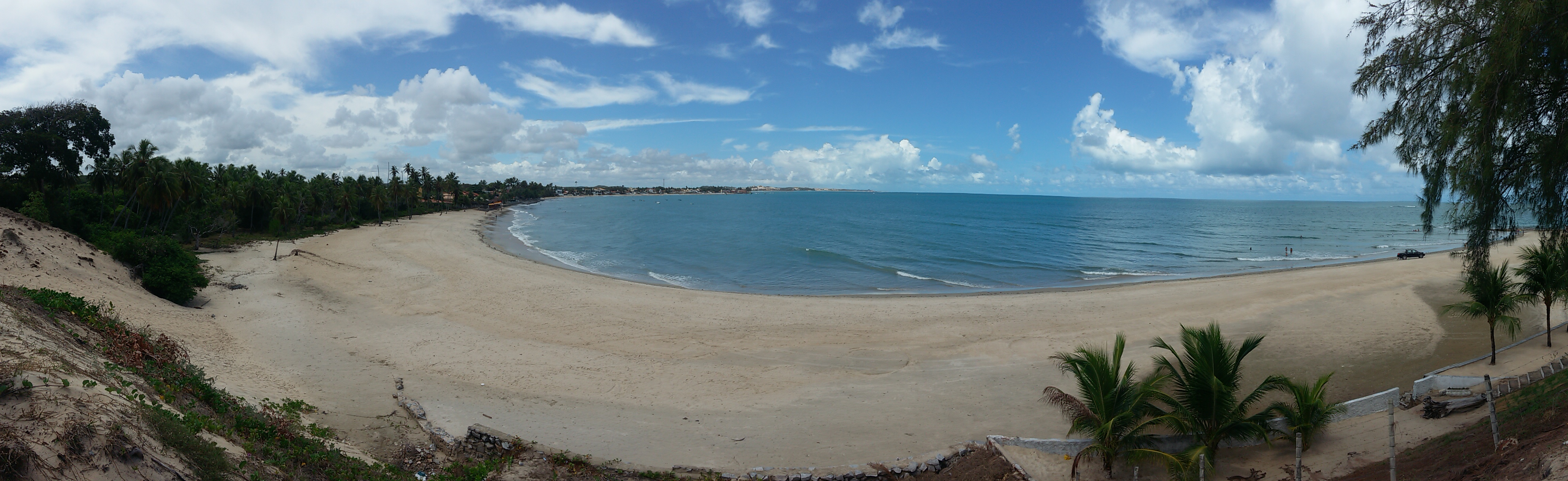
Fotografia panorâmica da praia de Porto-Mirim

O clima é tropical chuvoso quente com verão seco, com chuvas concentradas entre no período de março a julho e elevados índices de umidade relativa do ar. O tempo médio de insolação é de aproximadamente 2 770 horas anuais. Segundo dados do Instituto Nacional de Meteorologia (INMET), referentes ao período de janeiro de 1971 a março de 2020, a menor temperatura registrada em Ceará-Mirim foi de 16,2 °C em 30 de agosto de 1998 e a maior atingiu 35,4 °C em 1 de março de 2005. O maior acumulado diário de precipitação alcançou 241,3 mm em 30 de julho de 1998, seguido por 202,4 mm em 28 de novembro de 2023, 160,2 mm em 14 de março de 2022 e 153,8 mm em 2 de julho de 2008.
| Dados climatológicos para Ceará-Mirim                                                          | Dados climatológicos para Ceará-Mirim | Dados climatológicos para Ceará-Mirim | Dados climatológicos para Ceará-Mirim | Dados climatológicos para Ceará-Mirim | Dados climatológicos para Ceará-Mirim | Dados climatológicos para Ceará-Mirim | Dados climatológicos para Ceará-Mirim | Dados climatológicos para Ceará-Mirim | Dados climatológicos para Ceará-Mirim | Dados climatológicos para Ceará-Mirim | Dados climatológicos para Ceará-Mirim | Dados climatológicos para Ceará-Mirim | Dados climatológicos para Ceará-Mirim |
| Mês                                                                                            | Jan                                   | Fev                                   | Mar                                   | Abr                                   | Mai                                   | Jun                                   | Jul                                   | Ago                                   | Set                                   | Out                                   | Nov                                   | Dez                                   | Ano                                   |
| ---------------------------------------------------------------------------------------------- | ------------------------------------- | ------------------------------------- | ------------------------------------- | ------------------------------------- | ------------------------------------- | ------------------------------------- | ------------------------------------- | ------------------------------------- | ------------------------------------- | ------------------------------------- | ------------------------------------- | ------------------------------------- | ------------------------------------- |
| Temperatura máxima recorde (°C)                                                                | 34,6                                  | 35                                    | 35,4                                  | 34,6                                  | 34,2                                  | 34                                    | 32,7                                  | 32,6                                  | 32,7                                  | 32,8                                  | 33,5                                  | 34,8                                  | 35,4                                  |
| Temperatura máxima média (°C)                                                                  | 31,5                                  | 31,7                                  | 31,4                                  | 30,7                                  | 30,3                                  | 29,3                                  | 29                                    | 29,3                                  | 30,1                                  | 30,9                                  | 31,4                                  | 31,7                                  | 30,6                                  |
| Temperatura média compensada (°C)                                                              | 27                                    | 27                                    | 26,9                                  | 26,4                                  | 26                                    | 25                                    | 24,5                                  | 24,5                                  | 25,2                                  | 26                                    | 26,4                                  | 26,9                                  | 26                                    |
| Temperatura mínima média (°C)                                                                  | 22,8                                  | 22,8                                  | 23                                    | 22,8                                  | 22,3                                  | 21,5                                  | 20,8                                  | 20,6                                  | 20,9                                  | 21,5                                  | 22                                    | 22,5                                  | 22                                    |
| Temperatura mínima recorde (°C)                                                                | 19                                    | 18,8                                  | 18,2                                  | 19,7                                  | 18,6                                  | 18,2                                  | 16,3                                  | 16,2                                  | 16,5                                  | 17,7                                  | 18,6                                  | 18                                    | 16,2                                  |
| Precipitação (mm)                                                                              | 89,2                                  | 88,9                                  | 185,5                                 | 200,5                                 | 182,2                                 | 229,3                                 | 169,6                                 | 83,9                                  | 32,5                                  | 13,7                                  | 19,5                                  | 19,8                                  | 1 314,6                               |
| Dias com precipitação (≥ 1 mm)                                                                 | 7                                     | 7                                     | 13                                    | 15                                    | 13                                    | 14                                    | 13                                    | 9                                     | 6                                     | 3                                     | 3                                     | 4                                     | 107                                   |
| Umidade relativa compensada (%)                                                                | 76,8                                  | 77,7                                  | 79,2                                  | 82,3                                  | 82,9                                  | 84                                    | 82,7                                  | 80,8                                  | 77,5                                  | 74,4                                  | 74,3                                  | 74,9                                  | 79                                    |
| Insolação (h)                                                                                  | 238,3                                 | 216,1                                 | 215,4                                 | 190,6                                 | 208,7                                 | 180,2                                 | 201,3                                 | 234,2                                 | 255,2                                 | 277                                   | 273,5                                 | 279,4                                 | 2 769,9                               |
| Fonte: INMET (normal climatológica de 1981-2010; recordes de temperatura: 01/01/1971-presente) |                                       |                                       |                                       |                                       |                                       |                                       |                                       |                                       |                                       |                                       |                                       |                                       |                                       |

## Demografia
Com 79 115 habitantes no último censo demográfico, Ceará-Mirim é o sexto município mais populoso do estado do Rio Grande do Norte, com uma densidade demográfica de 109,15 hab/km². De acordo com o mesmo censo, 50,36% da população eram mulheres e 49,64% homens, tendo uma razão de sexo de aproximadamente 98,56 (9 856 homens a cada 10 000 mulheres). Quanto à cor ou raça, 58,39% dos habitantes se autodeclararam pardos, 25,5% brancos, 14,63% pretos, 1,25% indígenas e apenas 0,23% amarelos. Entre os censos de 2010 e 2022, a população de Ceará-Mirim cresceu a uma taxa geométrica de 1,25% ao ano.

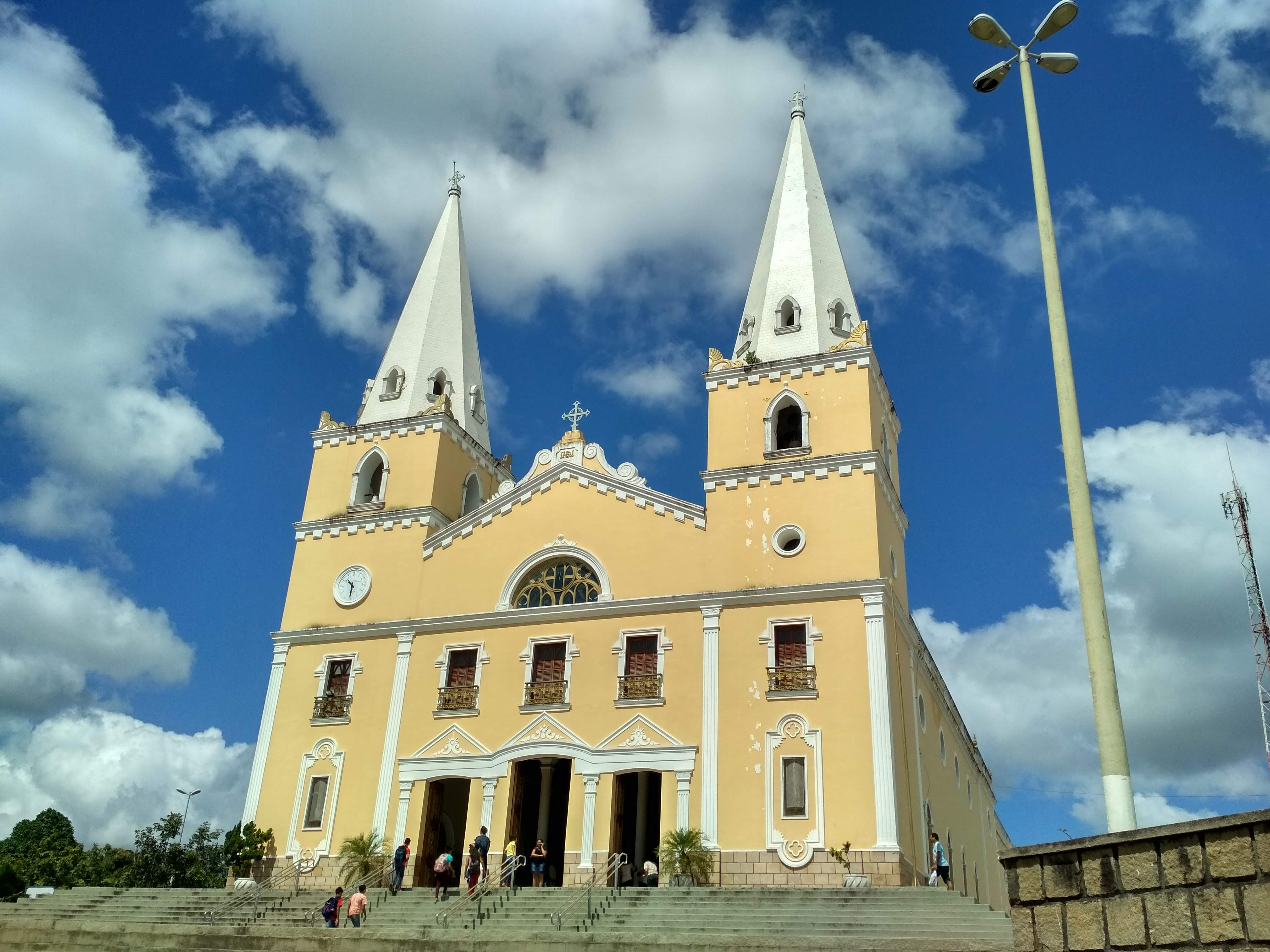
Igreja Matriz de Nossa Senhora da Conceição, padroeira de Ceará-Mirim e o maior tempo católico do Rio Grande do Norte

No censo de 2010, o último com dados divulgados sobre religião, 82,22% da população eram católicos apostólicos romanos, 12,96% protestantes e 3,55% não seguiam nenhuma religião. As outras denominações existentes somavam 1,27%. Na Igreja Católica, a padroeira de Ceará-Mirim é Nossa Senhora da Conceição; a paróquia, que faz parte da Arquidiocese de Natal, foi criada em 6 de junho de 1847. Dentre os credos protestantes/reformados, destaca-se a Assembleia de Deus, que abrangia 7,68% dos habitantes, seguido pela Igreja Batista (0,62%) e pela Igreja Universal do Reino de Deus (0,53%).
O Índice de Desenvolvimento Humano (IDH-M) do município é considerado médio, de acordo com dados do Programa das Nações Unidas para o Desenvolvimento (PNUD). Segundo dados do relatório de 2010, divulgados em 2013, seu valor era 0,616, estando na 63ª posição a nível estadual e na 3 371ª colocação a nível nacional. Considerando-se apenas o índice de longevidade, seu valor é 0,774, o valor do índice de renda é 0,599 e o de educação 0,505. Em 2010, 67,19% da população viviam acima da linha de pobreza, 18,85% entre as linhas de indigência e de pobreza e 13,96% abaixo da linha de indigência. No mesmo ano, os 20% mais ricos acumulavam 54,66% do rendimento total municipal, enquanto os 20% mais pobres apenas 3,05%, sendo o valor do índice de Gini, que mede a desigualdade social, igual a 0,526. No período de 2000 a 2010, a proporção de pessoas com renda domiciliar per capita de até R$ 140 mensais reduziu em 43,18%.

## Política e administração
O primeiro administrador de Ceará-Mirim foi o coronel Felismino Dantas, que governou Ceará-Mirim como intendente por 21 anos, desde 1892 até 1913. Existiram na história do município cinco intendentes até a criação do cargo de prefeito, que fora ocupado pela primeira vez em 1930 por Cândido de Melo Pinto até o ano seguinte. O atual chefe do executivo municipal é Júlio César Câmara, do Partido Social Democrático, eleito pela primeira vez em eleição suplementar realizada em dezembro de 2019 e reeleito em novembro de 2020. O prefeito representa o poder executivo e é auxiliado pelo seu gabinete de secretários, sendo, em algumas ocasiões, substituído pelo vice-prefeito.
A administração municipal também se dá por meio do poder legislativo, exercido pela câmara municipal, constituída por quinze vereadores (em observância do artigo 29 da Constituição). Dentre as atribuições da casa legislativa estão elaborar e votar leis fundamentais à administração e ao executivo, especialmente o orçamento municipal, conhecido por lei de diretrizes orçamentárias. Tanto o prefeito quanto os vereadores são eleitos pelo voto direto para mandatos de quatro anos. O município se rege por lei orgânica, promulgada em 2 de abril de 1990 e atualizada por emendas posteriores.
Existem também alguns conselhos municipais em atividade, sendo alguns deles: Alimentação Escolar, Assistência Social, Desenvolvimento Rural, Direitos da Criança e do Adolescente, Direitos da Pessoa Idosa, Direitos da Pessoa com Deficiência, Educação, FUNDEB, Habitação, Meio Ambiente, Saúde e Tutelar. Ceará-Mirim possui uma comarca do poder judiciário estadual, de entrância intermediária, que tem como o termo o município de Taipu. Pertence à 6ª zona eleitoral do Rio Grande do Norte, possuindo, em Abril de 2025, 59 380 aptos a votar, de acordo com o Tribunal Superior Eleitoral (TSE), equivalente a 2,24% do eleitorado potiguar.

## Bairros
| Zona Urbana                 |
| --------------------------- |
| Barro Vermelho              |
| Bela Vista                  |
| Centro                      |
| Cinco Bocas                 |
| Conjunto Camurupim          |
| João de Barro               |
| Loteamento Guararapes       |
| Loteamento São José         |
| Luiz Varella (COHAB)        |
| Maninho Barretto            |
| Nova Ceará-Mirim            |
| Nova Conquista              |
| Nova Descoberta             |
| Novo Horizonte              |
| Novos Tempos                |
| Paraíba                     |
| Passa e Fica                |
| Planalto                    |
| Residencial Otávio Praxedes |
| Santa Águeda                |
| São Geraldo                 |
| Terra da Santa              |
| Vale do Amanhecer           |
| Verdes Canaviais            |

| Zona Rural                  |
| --------------------------- |
| Assentamento Riachão I e II |
| Aningas                     |
| Caiana                      |
| Capela                      |
| Coqueiros                   |
| Gravatá                     |
| Jacumã                      |
| Lagoa Grande                |
| Lagoa do Cosmo              |
| Mangabeira                  |
| Massaranduba                |
| Massangana                  |
| Mineiros                    |
| Muriú                       |
| Ponta do Mato               |
| Primeira Lagoa              |
| Projeto Santa Águeda I e II |
| Rio dos Índios              |
| Riacho da Goiabeira         |
| Tamanduá                    |
| Várzea de Dentro            |

## Infraestrutura básica

Estação Ferroviária de Ceará-Mirim da Estrada de Ferro Central do Rio Grande do Norte, 1906. Arquivo Nacional

O serviço de abastecimento de água de Ceará-Mirim é realizado pela Serviço Autônomo de Água e Esgoto (SAAE) e a concessionária responsável pelo fornecimento de energia elétrica é a Companhia Energética do Rio Grande do Norte (COSERN), do Grupo Neoenergia, presente em todos os municípios potiguares. A voltagem nominal da rede é de 220 volts. Em 2010, o município possuía 92,85% dos mais de 17 mil domicílios com água encanada, 99,14% com eletricidade e 62,33% com coleta de lixo.
O código de área (Discagem direta a distância - DDD) de Ceará-Mirim é 084 e o Código de Endereçamento Postal (CEP) é 59570-000. Há cobertura de quatro operadoras de telefonia: Claro, TIM Vivo, e Brisanet,, sendo Claro, Tim e Vivo com tecnologias 2G 3G e 4G e a Brisanet em 4G e 5G. Em 2010, de acordo com o IBGE, 67,84% domicílios do município tinham apenas telefone celular, 11,87% celular e telefone fixo, 1,24% apenas o fixo e 19,05% não possuíam nenhum.
A frota municipal no ano de 2020 era de 20 995 veículos, sendo cerca de 80% formado por automóveis e motocicletas. Por Ceará-Mirim passam as rodovias federais BR-101 e BR-406 e as rodovias estaduais, entre elas: RN-064, RN-160 e RN-309. No transporte ferroviário, é servido pela Linha Norte do Sistema de Trens Urbanos de Natal, operada pela Companhia Brasileira de Trens Urbanos (CBTU) e possuindo três estações: Ceará-Mirim, Lagoa Grande e Massangana.

## Feriados municipais
O seguintes dias são feriados no município de Ceará-Mirim:
- 30 de julho – aniversário de emancipação política do município
- 8 de dezembro – dia da padroeira no município (Nossa Senhora da Conceição)